# Болотников, Алексей Ульянович
Алексей Ульянович Болотников (1753—1828) — русский генерал-лейтенант, действительный тайный советник, член Государственного Совета, сенатор.

## Биография
Родился 3 марта 1753 года в Санкт-Петербурге.
Происходил из старинного дворянского рода Болотниковых Новгородской губернии, сын полковника по адмиралтейству Ульяна Тихоновича Болотникова.

## Военная карьера
Алексей Ульянович Болотников 21 апреля 1767 года определён был в Сухопутный кадетский корпус, по окончании курса которого 17 марта 1782 года за особое отличие и успехи в науках выпущен был в полевые полки капитаном и 28 марта определён в лейб-гвардии Семеновский полк поручиком. Кроме того, как отличнейший ученик, Болотников был послан за границу и посетил Германию, Швейцарию, Францию, Англию и Данию. За успехи в науках 1 января 1785 года произведён в капитан-поручики лейб-гвардии и 1 января 1788 года — в капитаны.
В 1789 году, во время войны со Швецией, Болотников находился на гребном флоте и участвовал в десантах; особенно он отличился в Роченсальмской битве, где отдельная часть канонерских лодок, состоявшая под его непосредственной командой, наиболее способствовала одержанию полной победы над шведами. За эту битву Болотников 22 августа 1789 года был пожалован золотой шпагой с надписью «За храбрость» и орденом св. Георгия 4-й степени (№ 330 по кавалерскому списку Судравского и № 645 по списку Григоровича — Степанова)
За мужественные подвиги и храбрость, оказанные 13 августа 789 года во время сражения галерного Российского флота с Шведским.
В 1790 году по особому Высочайшему указу поручено было ему устройство на озере Сайма гребной флотилии и защита со стороны озера постов Пушальского и Севатайпольского, а также и всего берега тогдашней русской Финляндии, от Пардокоски до Нейшлота, на расстоянии более 300 вёрст. Поручение это было им с успехом выполнено; с меньшими, против шведов, средствами он сумел держать неприятельскую флотилию во всю кампанию запертой в заливе единственно только при помощи батарей, устроенных им перед Пардокоски. 1 января 1791 года Болотников был пожалован в армию полковником.
В 1794 году, во время смут в Польше, он по особому Высочайшему повелению и доверенности 2 августа был командирован от полка с двумя егерскими батальонами на судах из Роченсальма в Курляндию; исполняя предписанную ему крайнюю поспешность, он в 13 дней прибыл в Бауск и участвовал в кампании до окончательного умиротворения Польши.
28 июня 1796 года Болотников был произведён в бригадиры и назначен во 2-й морской полк. 29 июля 1797 года произведён в генерал-майоры и назначен командиром батальона своего имени в гребном флоте, а 2 января 1798 года, по сформировании им в Роченсальме гарнизонного полка, назначен шефом этого полка. Оставаясь в том же полку, Болотников 20 марта 1799 года был произведён в генерал-лейтенанты, а 29 декабря 1801 года вышел, по болезни, в отставку.

## Гражданская карьера
Высочайшим указом 18 апреля 1809 году ему повелено быть гофмейстером, с назначением ко двору великой княгини Екатерины Павловны, а новый Высочайший указ 30 августа 1809 года уволил его от этой должности, с назначением к присутствованию в 4-м департаменте Правительствующего Сената.
6 марта 1810 года ему повелено было присутствовать в комитете об уравнении по всему государству земских повинностей; 17 апреля 1810 года он награждён орденом св. Анны 1-й степени; в 1810 году повелено ему присутствовать в комиссии об установлении однообразных правил при решении дел об отыскивающих свободы людях; 29 апреля 1811 года он назначен почетным опекуном Санкт-Петербургского опекунского совета, а 23 сентября 1811 года — председателем медицинского совета министерства полиции, с оставлением при занимаемых им должностях.
9 ноября 1812 года Болотников был командирован в Москву для участия в особой следственной комиссии по расследованию злодеяний французов, в следующем году ездил по такому же поручению в Смоленск, а с 3 июня 1813 года по 14 февраля 1814 года по случаю увольнения в отпуск министра юстиции И. И. Дмитриева управлял министерством.
30 марта 1816 года Болотников был командирован по Высочайшему повелению в Киев для обревизования губернии и для производства исследования по разным предметам вследствие поданных императору Александру I всеподданнейших жалоб. За успешное выполнение этого поручения 24 января 1818 года Болотникову был пожалован ордено св. Владимира 2-й степени.
В марте 1817 года поручено ему главное управление Санкт-Петербургским коммерческим училищем, со званием обер-директора. В 1817 году он участвовал в комиссии по расследованию о злоупотреблениях на Ревельской таможне и в том же году вторично временно управлял министерством юстиции.
В 1818 году его назначили в комитет о Волынской губернии и в комиссию по злоупотреблениям на Радзивиловской таможне. 29 августа 1821 года повелено ему присутствовать в 1-м отделении 3-го департамента Сената, а Высочайшим указом 30 августа 1823 года он назначен членом Государственного совета, с повелением присутствовать в департаменте гражданских и духовных дел.
1 июня 1826 года Болотников был назначен членом Верховного уголовного суда по делу восстания декабристов, 22 августа 1826 года пожалован ему орден св. Александра Невского. 2 октября 1827 года он произведён в действительные тайные советники, а 31 июля 1828 года уволен от звания председателя медицинского совета министерства внутренних дел по случаю долговременной его болезни.

## Смерть
Умер в Санкт-Петербурге 15 ноября 1828 года, погребён на Лазаревском кладбище Александро-Невской лавры.